# Smithland (Iowa)
Pour les articles homonymes, voir Smithland.
Smithland est une ville, du comté de Woodbury en Iowa, aux États-Unis. Elle est incorporée le 6 mai 1889.

## Source de la traduction
- (en) Cet article est partiellement ou en totalité issu de l’article de Wikipédia en anglais intitulé « Smithland, Iowa » (voir la liste des auteurs).